# St. Jakob auf Langfenn

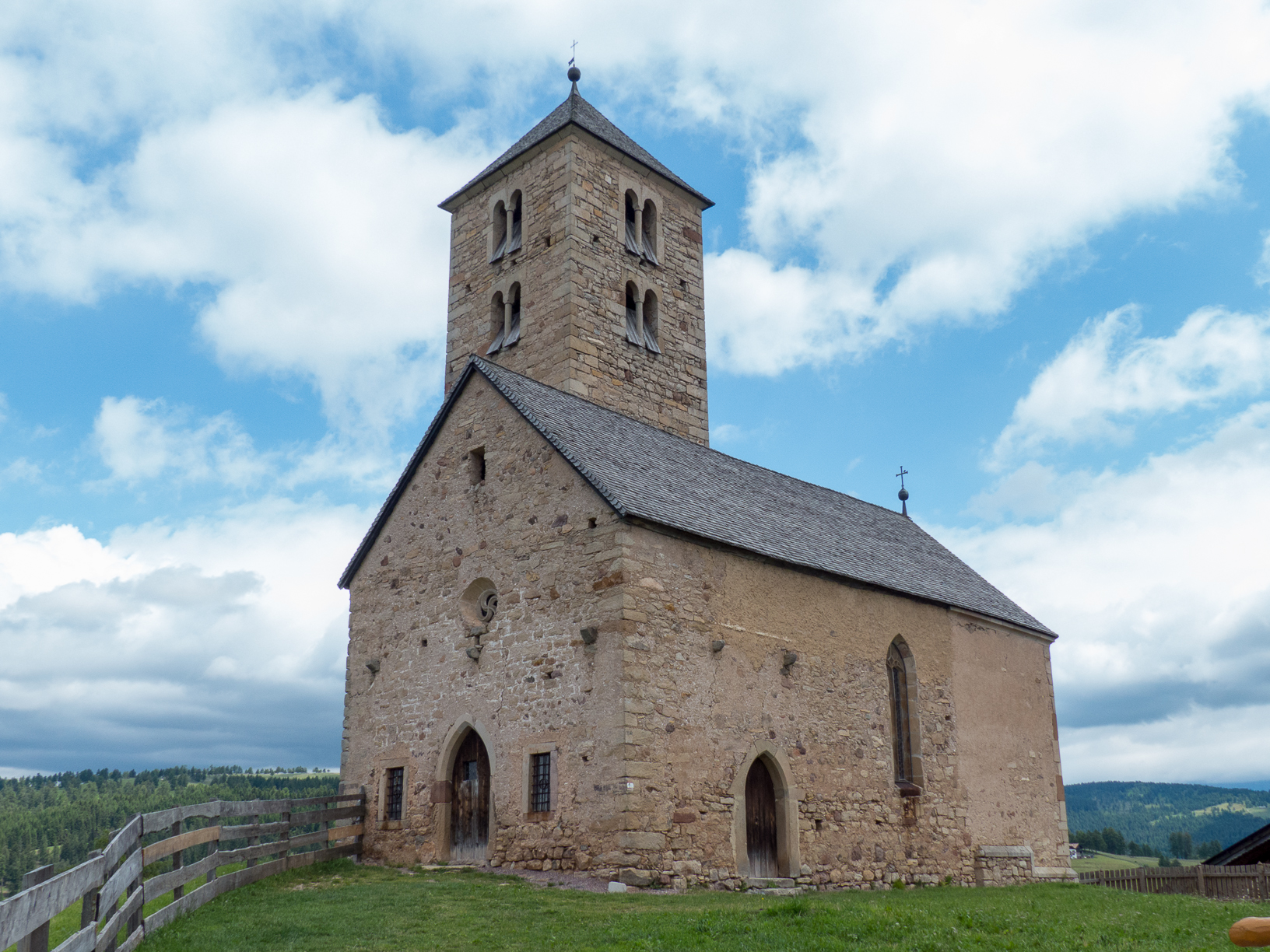
St. Jakob auf Langfenn

Die römisch-katholische Kirche St. Jakob auf Langfenn befindet sich in prominenter Lage auf einem der höchsten Punkte des Salten nahe der Südtiroler Ortschaft Mölten bzw. der Örtlichkeit Schermoos. Die Kirche ist dem Apostel Jakobus dem Älteren (Gedenktag: 25. Juli) geweiht.

## Baugeschichte
Es wird vermutet, dass das Kirchlein St. Jakob auf Langfenn ähnlich wie St. Katharina in der Scharte und St. Vigil am Joch anstelle eines heidnischen Höhenheiligtums errichtet wurde. Außerdem weisen alle drei Kirchen durchaus bauliche Ähnlichkeiten auf.
St. Jakob auf Langfenn wurde erstmals im Jahr 1309 erwähnt. Allerdings ist von der heutigen Bausubstanz allein der Turm dem frühen 14. Jahrhundert zuzurechnen. Langhaus und Chor entstanden in ihrer heutigen Form Anfang des 16. Jahrhunderts. Das Gewölbe über dem Altar ist mit einem schwäbischen Steinmetzzeichen und der Jahreszahl 1510 bezeichnet. Einige Jahre später erhielt die Kirche ihren Altar im Renaissancestil. Freskenreste, die bei Renovierungsarbeiten im Jahr 1970 entdeckt wurden, datieren aus dem frühen 17. Jahrhundert. Der Barock und auch spätere Epochen brachten praktisch keine Veränderungen an dem Kirchlein mit sich.

## Architektur
Der kleine, nach Osten ausgerichtete Kirchenbau ist aus Steinquadern aufgebaut und umfasst ein einfaches, längsrechteckiges Schiff mit Flachdecke sowie einen einjochigen Chorraum mit Fünfachtelschluss. Letzterer enthält ein für die Spätgotik typisches Kreuzrippengewölbe. Die drei Fensteröffnungen – zwei an der Ostwand im Chor, eines an der Langhaussüdwand – sind spitzbogig ausgeführt und besitzen eine Steinrahmung. Das Maßwerk der zweibahnigen Fenster ist noch dem Originalbestand zuzurechnen. Die Westfassade enthält das ebenfalls spätgotische, spitzbogige Portal. Darüber ist ein kleines Rundfenster angeordnet.
An die Nordseite des Kirchenschiffs ist der einfache Turm über quadratischem Grundriss angebaut. Er ist ebenfalls aus einfachen, aber besonders an den Ecken fein gearbeiteten Steinquadern aufgebaut. Die in zwei Ebenen übereinander angeordneten, allseitigen Schallöffnungen bestehen aus je zwei spitzbogigen Öffnung, die mittels eines Trennsäulchens mit würfelförmigem Kapitell separiert sind. Letzteres entstammt noch der architektonischen Stilistik der romanischen Epoche. Möglicherweise gehen Teile des Turms auf einen hochmittelalterlichen Vorgängerbau zurück.

## Ausstattung

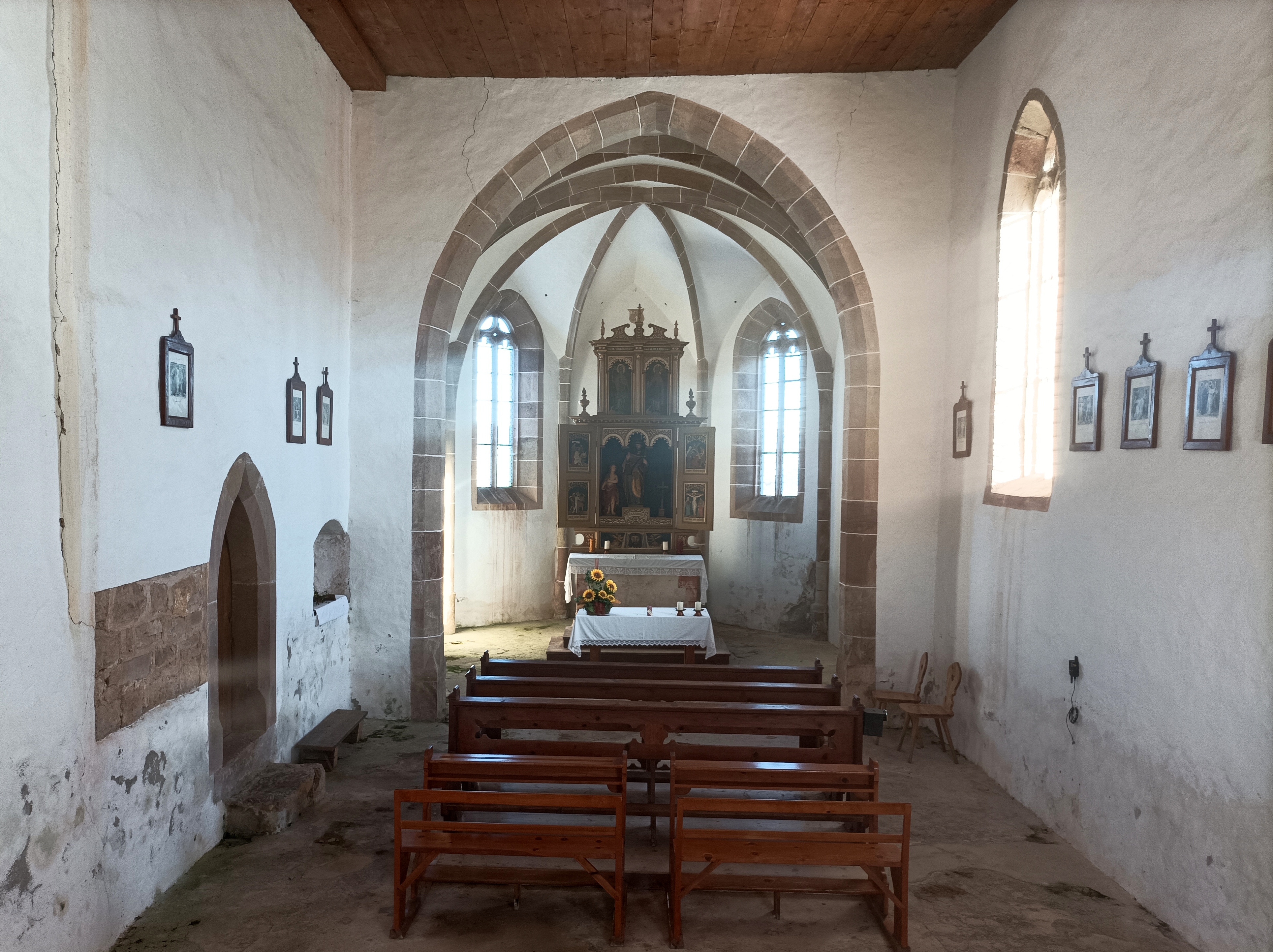
Innenraum

Der Innenraum des Kirchleins St. Jakob auf Langfenn ist sehr spärlich eingerichtet. Lediglich der Flügelaltar, der um 1610 im Stile der Renaissance geschaffen wurde, schmückt den Chorraum. An der Predella sind zwei schwebende Engel dargestellt, die das Schweißtuch der Veronika präsentieren. Darüber erhebt sich der Schrein mit Figuren des Kirchenpatrons Jakobus des Älteren und des heiligen Sebastian, der bei geschlossenen Flügeln von zwei Säulen flankiert wird. Die ursprünglichen Flügelmalereien von Ferdinand Greiter wurden 1901 von dem Meraner Maler Rohregger mit Passionsszenen übermalt. An den Außenseiten sind Darstellungen von Engeln, die Spruchbänder halten, und der beiden Bischöfe Vigilius von Trient und Ulrich von Augsburg zu sehen.
Die in Secco-Technik ausgeführten Malereien an der Nordwand des Chorraumes dürften gleichzeitig mit dem Flügelaltar entstanden sein. Da das Gemälde inzwischen übertüncht wurde, sind die Darstellungen nur noch schwer erkennbar. Es dürfte sich um eine biblische Szene gehandelt haben, eventuell um das Gastmahl des reichen Prassers.